# Coleta de neblina

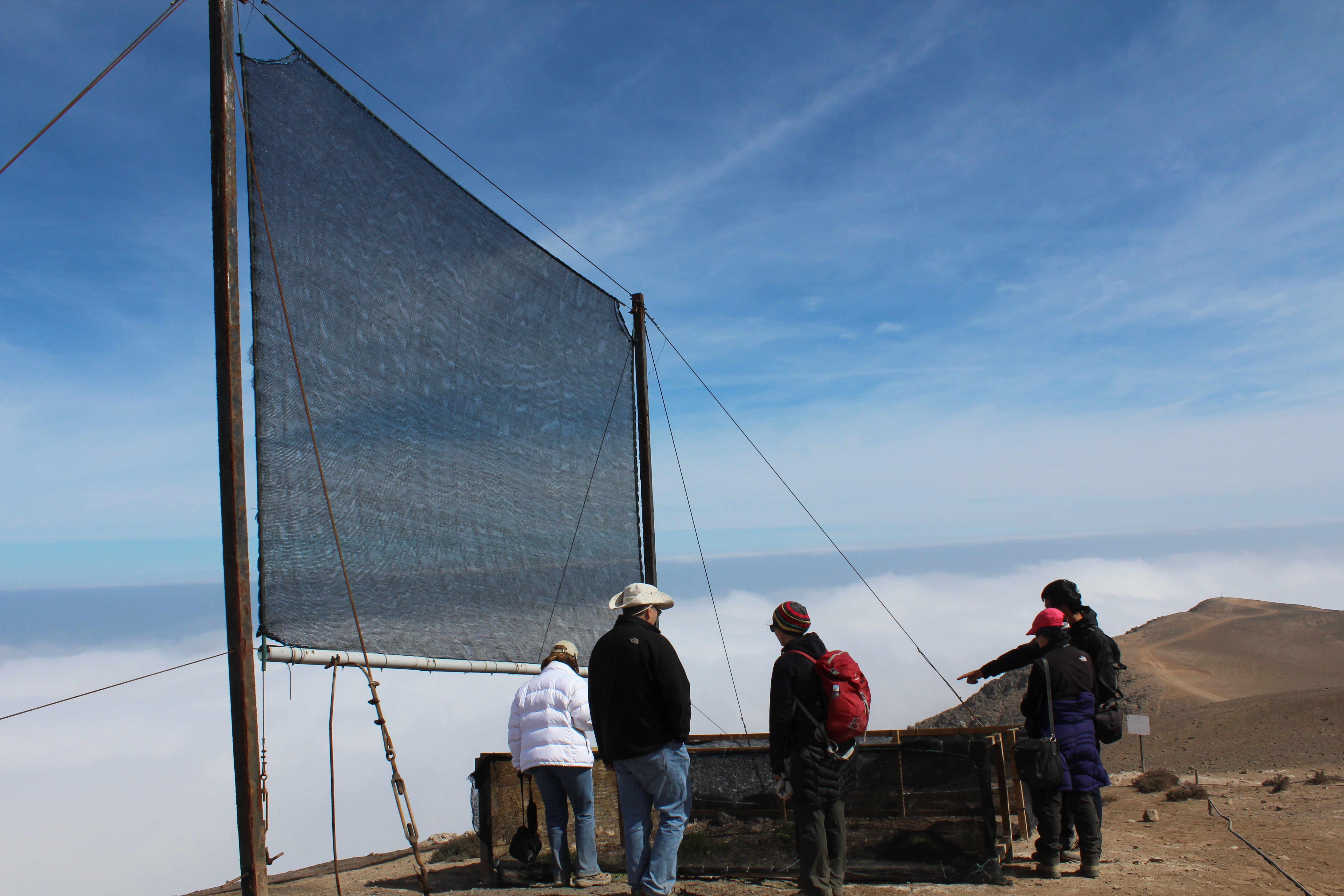
Atrapanieblas ou coleta de neblina em Alto Patache, Deserto do Atacama, Chile

A coleta de neblina, também conhecida como colheita de névoa, é a coleta de água da névoa usando grandes pedaços de rede de malha vertical para induzir as gotas de névoa a fluírem em direção a uma calha abaixo. A configuração é conhecida como cerca de neblina, coletor de neblina ou rede de neblina. Por meio da condensação, o vapor de água atmosférico do ar condensa-se em superfícies frias em gotículas de água líquida conhecidas como orvalho. O fenômeno é mais observável em objetos finos, planos e expostos, incluindo folhas de plantas e folhas de grama. À medida que a superfície exposta esfria, irradiando seu calor para o céu, a umidade atmosférica condensa a uma taxa maior do que aquela em que pode evaporar, resultando na formação de gotículas de água.
A água condensa no conjunto de fios paralelos e se acumula no fundo da rede. Isso não requer energia externa e é facilitado naturalmente pela flutuação de temperatura, o que o torna atraente para implantação em áreas menos desenvolvidas. O termo 'cerca de neblina' vem de sua longa forma retangular que lembra uma cerca, mas os coletores de neblina não se limitam apenas a esse estilo estrutural. A eficiência do coletor de névoa é baseada no material da rede, no tamanho dos furos e do filamento e no revestimento químico. Os coletores de névoa podem coletar de 2% a 10% da umidade do ar, dependendo de sua eficiência. Um local ideal é uma área árida de alta altitude perto de correntes frias costeiras, onde a neblina é comum e, portanto, o coletor de neblina pode produzir o maior rendimento.

## Origem histórica
A coleta organizada de orvalho ou condensação por meio de processos naturais ou assistidos é uma prática antiga, desde a ingestão em pequena escala de poças de condensação coletadas em caules de plantas (praticada ainda hoje por sobrevivencialistas), até a irrigação natural em larga escala sem chuva, como nos desertos do Atacama e do Namibe. Os primeiros coletores de neblina artificiais datam do Império Inca, onde baldes eram colocados sob as árvores para aproveitar a condensação.

## Na natureza
Os coletores de névoa foram vistos pela primeira vez na natureza como uma técnica de coleta de água por alguns insetos e folhagens. Os besouros do deserto da Namíbia vivem da água que condensa em suas asas devido a um padrão de alternância de regiões hidrofílicas (que atraem água) e hidrofóbicas (que repelem água). As florestas de sequoias conseguem sobreviver com chuvas limitadas devido à adição de condensação nas agulhas que pingam nos sistemas radiculares das árvores.

## Princípio
A névoa contém normalmente de 0,05 a 1 grama de água por metro cúbico (⅗ a 12 grãos por jarda cúbica), com gotículas de 1 a 40 micrômetros de diâmetro. Ela se acomoda lentamente e é levada pelo vento. Portanto, uma cerca de neblina eficiente deve ser colocada de frente para os ventos predominantes e deve ser de malha fina, pois o vento fluiria ao redor de uma parede sólida e levaria a neblina com ele.